# Glyptotek
Glyptotek (græsk glyptos 'indgraveret, udskåret' og theke 'opbevaringsrum, lager') samling eller museum af billedhuggerværker. Det første glyptotek, Glyptothek, grundedes 1816 af Ludwig 1. af Bayern i München og indeholder de af ham samlede skulpturværker, af hvilke han allerede havde erhvervet de fleste som kronprins. De er opstillede i en egen, af Leo von Klenze opført, firkantet bygning i jonisk stil, 67 m lang, som indeholder 14 sale. Foruden et par assyriske relieffer og en lille, men god samling af ægyptiske gravtavler og statuer (hvoraf en del fra Hadrians tid, sikkert udført af græske kunstnere, men også ældre, virkelig ægyptiske ting, som statuen af Bakenkhonsu, en samtidig af Moses, osv.) findes i glyptotek en udmærket samling af græske skulpturer fra billedhuggerkunstens begyndelse i Grækenland til den sene romerske tid. Særlig må fremhæves: Apollon fra Tenea, Ægineterne (de 1811 på Ægina fundne gavlgrupper, der stammer fra tiden før perserkrigene og er restaurerede af Bertel Thorvaldsen), en kitharspillende Apollon, den Barberiniske Faun (en sovende Satyr), Eirene med den lille Plutos (før kaldet Ino Leukothea), den Rondaniniske Medusamaske, Ilioneus’ torso, flere satyrer, fortrinligt hoved af en muse osv. Endvidere en stor samling af græske og romerske portrætbuster og statuer; nogle antikke bronzestatuer og lignende. I den sidste sal er et lille udvalg af moderne skulptur udstillet, deriblandt Adonis af Thorvaldsen. Ludwig 1. af Bayern af samme, Antonio Canovas Paris osv.